# Rob Sheffield

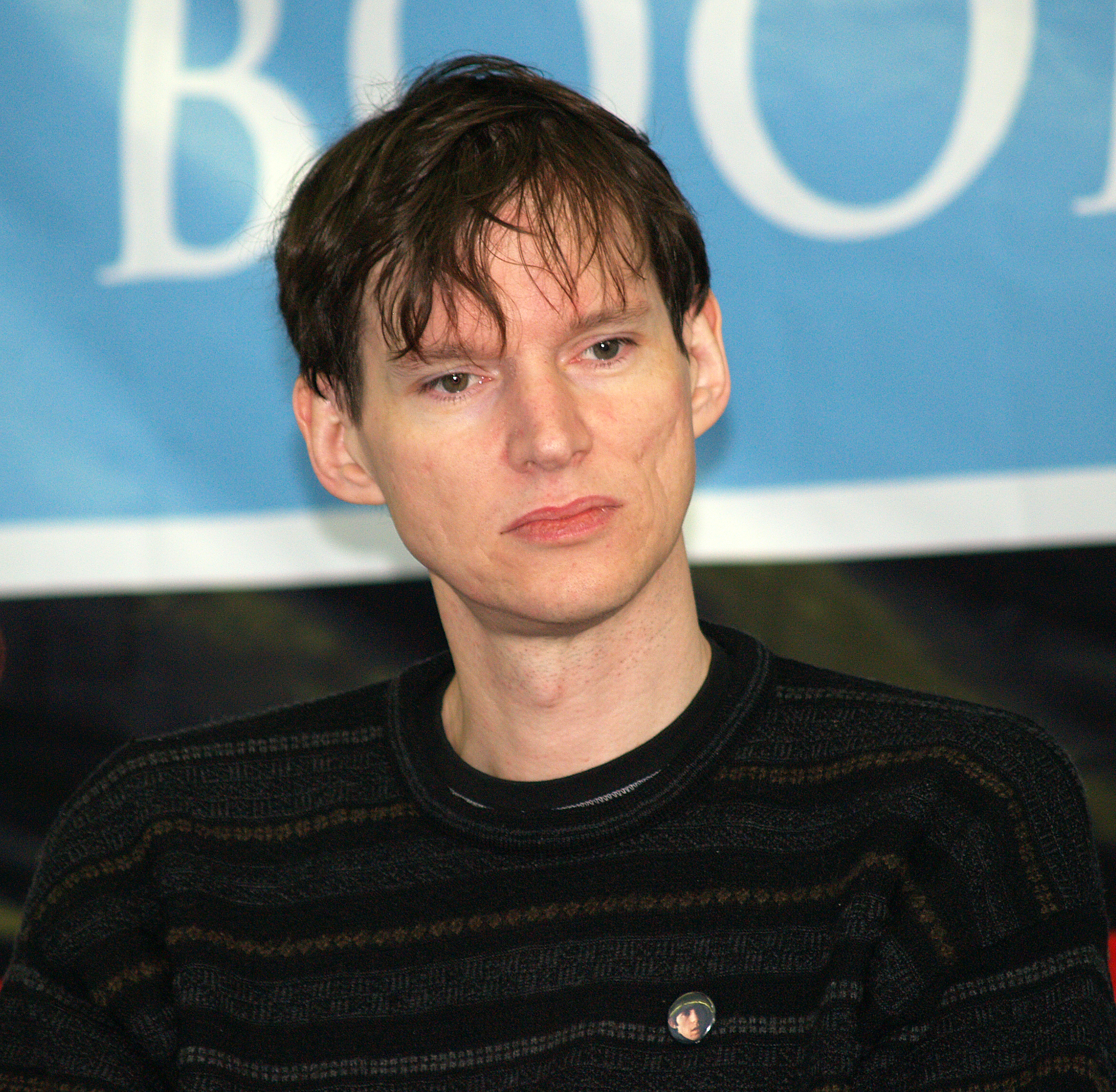
Rob Sheffield.

Rob Sheffield é um editor contribuidor da revista Rolling Stone. Em adição a escrever resenhas de música e histórias, Sheffield também escreve a coluna Pop Life na seção Mixed Media da revista. Seu trabalho também apareceu no The Village Voice e Spin. Nativo de Boston, Sheffield cursou Yale e a Universidade de Virgínia, e tem 1,80.
Seu primeiro livro, Love Is A Mix Tape: Life and Loss, One Song at a Time (um excerto que foi mostrado na edição de janeiro de 2007 da GQ), foi lançado pela Random House em janeiro do mesmo ano. Recebeu críticas positivas na Publisher's Weekly e Library Journal.
A maior parte de Love Is a Mix Tape se passa em Charlottesville, Virgínia, onde Sheffield conheceu e casou-se com sua falecida esposa Renée Crist, uma DJ da estação de rádio WTJU, e continua em New York após a morte de Crist.